# 中国科学院南京土壤研究所
中国科学院南京土壤研究所成立于1953年，其前身为1930年创立的中央地质调查所土壤研究室。該機構主办Pedosphere、《土壤学报》、《土壤》3份中英文学术期刊，其中Pedosphere是中華人民共和國唯一一份土壤科学英文学术期刊。